# 刘喜 (城阳王)
刘喜（前2世纪?—前144年），汉朝宗室，西汉第二代城阳王。
其父刘章，汉高祖刘邦長子齊悼惠王劉肥之子，原封朱虛侯，因隨周勃、陳平等元老大臣等夷滅諸呂，擁立漢文帝，文帝立章為王，即城阳景王，是第一任城阳王。
公元前177年，刘章死后，刘喜袭位。前170年，被汉文帝改封为淮南王。公元前166年，淮南厉王刘长的儿子刘安封为淮南王，刘喜回城阳为王。公元前144年，刘喜去世，谥号恭（共）。

## 兒子
子頃王刘延嗣。
其余诸子：雷侯刘稀、东莞侯劉吉、辟節侯劉壯、利鄉康侯劉嬰、有利侯刘釘、東平侯刘庆、運平侯刘訢、山州侯刘齒、海常侯劉福、騶丘敬侯劉寬、南城侯刘贞、廣陵虒侯劉裘、莊原侯劉皐。

### 雷侯國
元朔二年（前127年）五月甲戌日，漢武帝封城陽共王之子劉稀為雷侯，元鼎五年（前112年）因坐酎金失侯，除爵。
| 西漢雷侯國（前127年－前112年） |      |            |      |          |                  |
| 傳位                           | 世   | 稱號及諡號 | 姓名 | 在位年數 | 在位時間         |
| 第1任                          | 始封 | 雷侯       | 劉稀 | 16年     | 前127年－前112年 |
| 元鼎五年（前112年），國除      |      |            |      |          |                  |

### 東莞侯國
元朔二年（前127年）五月甲戌日，漢武帝封城陽共王之子劉吉為東莞侯，元朔五年（前124年），因病不上朝免。
| 西漢雷侯國（前127年－前124年） |      |            |      |          |                  |
| 傳位                           | 世   | 稱號及諡號 | 姓名 | 在位年數 | 在位時間         |
| 第1任                          | 始封 | 東莞侯     | 劉吉 | 4年      | 前127年－前124年 |
| 元朔五年（前124年），國除      |      |            |      |          |                  |

### 辟侯國
元朔二年（前127年）五月甲戌日，漢武帝封城陽共王之子劉壯為辟侯，元朔四年（前125年）去世，兒子劉明襲侯，元鼎五年（前112年）因坐酎金失侯，除爵。
| 西漢辟侯國（前127年－前112年） |      |            |      |          |                  |
| 傳位                           | 世   | 稱號及諡號 | 姓名 | 在位年數 | 在位時間         |
| 第1任                          | 始封 | 辟節侯     | 劉壯 | 3年      | 前127年－前125年 |
| 第2任                          | 二世 | 辟侯       | 劉明 | 13年     | 前124年－前112年 |
| 元鼎五年（前112年），國除      |      |            |      |          |                  |

### 利鄉侯國
元朔四年（前125年）三月乙丑日，漢武帝封城陽共王之子劉嬰為雷侯，元狩三年（前120年），以有罪除爵。
| 西漢雷侯國（前125年－前120年） |      |            |      |          |                  |
| 傳位                           | 世   | 稱號及諡號 | 姓名 | 在位年數 | 在位時間         |
| 第1任                          | 始封 | 利鄉侯     | 劉嬰 | 6年      | 前125年－前120年 |
| 元狩三年（前120年）），國除    |      |            |      |          |                  |

### 有利侯國
元朔四年（前125年）三月乙丑日，漢武帝封城陽共王之子劉釘為有利侯，元狩元年（前122年），淮南王劉安謀反被誅，有利侯劉釘因為曾在給劉安的書信中稱臣，有罪，被判處死刑，棄市。
| 西漢雷侯國（前125年－前122年） |      |            |      |          |                  |
| 傳位                           | 世   | 稱號及諡號 | 姓名 | 在位年數 | 在位時間         |
| 第1任                          | 始封 | 有利侯     | 劉釘 | 4年      | 前125年－前122年 |
| 元狩元年（前122年），國除      |      |            |      |          |                  |

### 東平侯國
元朔四年（前125年）三月乙丑日，漢武帝封城陽共王之子劉慶為東平侯，元狩三年（前120年），劉慶因為和姊姊通姦坐罪，病死獄中。
| 西漢東平侯國（前125年－前120年） |      |            |      |          |                  |
| 傳位                             | 世   | 稱號及諡號 | 姓名 | 在位年數 | 在位時間         |
| 第1任                            | 始封 | 東平侯     | 劉慶 | 6年      | 前125年－前120年 |
| 元狩三年（前120年），國除        |      |            |      |          |                  |

### 運平侯國
元朔四年（前125年）三月乙丑日，漢武帝封城陽共王之子劉訢為運平侯，元鼎五年（前112年）因坐酎金失侯，除爵。
| 西漢運平侯國（前125年－前112年） |      |            |      |          |                  |
| 傳位                             | 世   | 稱號及諡號 | 姓名 | 在位年數 | 在位時間         |
| 第1任                            | 始封 | 運平侯     | 劉訢 | 14年     | 前125年－前112年 |
| 元鼎五年（前112年），國除        |      |            |      |          |                  |

### 山州侯國
元朔四年（前125年）三月乙丑日，漢武帝封城陽共王之子劉齒為山州侯，元鼎五年（前112年）因坐酎金失侯，除爵。
| 西漢山州侯國（前125年－前112年） |      |            |      |          |                  |
| 傳位                             | 世   | 稱號及諡號 | 姓名 | 在位年數 | 在位時間         |
| 第1任                            | 始封 | 山州侯     | 劉齒 | 14年     | 前125年－前112年 |
| 元鼎五年（前112年），國除        |      |            |      |          |                  |

### 海常侯國
元朔四年（前125年）三月乙丑日，漢武帝封城陽共王之子劉福為海常侯，元鼎五年（前112年）因坐酎金失侯，除爵。后因参加汉平东越之战，被封为缭嫈侯。
| 西漢海常侯國（前125年－前112年） |      |            |      |          |                  |
| 傳位                             | 世   | 稱號及諡號 | 姓名 | 在位年數 | 在位時間         |
| 第1任                            | 始封 | 海常侯     | 劉福 | 14年     | 前125年－前112年 |
| 元鼎五年（前112年），國除        |      |            |      |          |                  |

### 騶丘侯國
元朔四年（前125年）三月乙丑日，漢武帝封城陽共王之子劉寬為騶丘侯，元狩三年（前120年）去世，兒子劉報德襲侯。劉報德去世，兒子劉毋害襲侯。本始二年（前72年），以使人殺兄，被判處死刑，棄市。
| 西漢騶丘侯國（前125年－前72年） |      |            |        |          |                  |
| 傳位                            | 世   | 稱號及諡號 | 姓名   | 在位年數 | 在位時間         |
| 第1任                           | 始封 | 騶丘敬侯   | 劉寬   | 6年      | 前125年－前120年 |
| 第2任                           | 二世 | 騶丘原侯   | 劉報德 | ？       | 前119年－？      |
| 第3任                           | 三世 | 騶丘侯     | 劉毋害 | ？       | ？－前72年       |
| 本始二年（前72年），國除        |      |            |        |          |                  |

### 南城侯國
元朔四年（前125年）三月乙丑日，汉武帝封城阳共王之子劉貞为南城侯，刘贞为侯四十二年，于始元四年（前83年）去世，谥为节。刘贞的儿子刘猛嗣位。
| 西漢南城侯國（前125年－9年） |      |            |        |          |                 |
| 傳位                         | 世   | 稱號及諡號 | 姓名   | 在位年數 | 在位時間        |
| 第1任                        | 始封 | 南城節侯   | 劉貞   | 42年     | 前125年－前83年 |
| 第2任                        | 二世 | 南城戴侯   | 劉猛   | 22年     | 前83年－前61年  |
| 第3任                        | 三世 | 南城元侯   | 劉尊   | 2年      | 前61年－前59年  |
| 第4任                        | 四世 | 南城釐侯   | 劉充國 | ？       | 前58年－？      |
| 第5任                        | 五世 | 南城頃侯   | 劉遂   | ？       | ？              |
| 第6任                        | 六世 | 南城侯     | 劉友   | ？       | ？－9年         |
| 王莽篡位，國除               |      |            |        |          |                 |

### 廣陵侯國
元朔四年（前125年）三月乙丑日，漢武帝封城陽共王之子劉裘為廣陵侯，元狩四年（前 119年）去世，兒子劉成襲侯。元鼎五年（前112年）因坐酎金失侯，除爵。
| 西漢廣陵侯國（前125年－前112年） |      |            |      |          |                  |
| 傳位                             | 世   | 稱號及諡號 | 姓名 | 在位年數 | 在位時間         |
| 第1任                            | 始封 | 廣陵虒侯   | 劉裘 | 7年      | 前125年－前119年 |
| 第2任                            | 二世 | 廣陵侯     | 劉成 | 7年      | 前118年－前112年 |
| 元鼎五年（前112年），國除        |      |            |      |          |                  |

### 莊原侯國
元朔四年（前125年）三月乙丑日，漢武帝封城陽共王之子劉皐為莊原侯，元鼎五年（前112年）因坐酎金失侯，除爵。
| 西漢莊原侯國（前125年－前112年） |      |            |      |          |                  |
| 傳位                             | 世   | 稱號及諡號 | 姓名 | 在位年數 | 在位時間         |
| 第1任                            | 始封 | 莊原侯     | 劉皐 | 14年     | 前125年－前112年 |
| 元鼎五年（前112年），國除        |      |            |      |          |                  |